# Malhador
Malhador es un municipio brasilero del estado de Sergipe. 
Se localiza a una latitud 10º39'28" sur y a una longitud 37º18'17" oeste, estando a una altitud de 251 metros. Su población estimada en 2004 era de 12.250 habitantes. 
Posee un área de 102,2 km². 